# Flugplatz Giengen/Brenz

i7
i11
i13

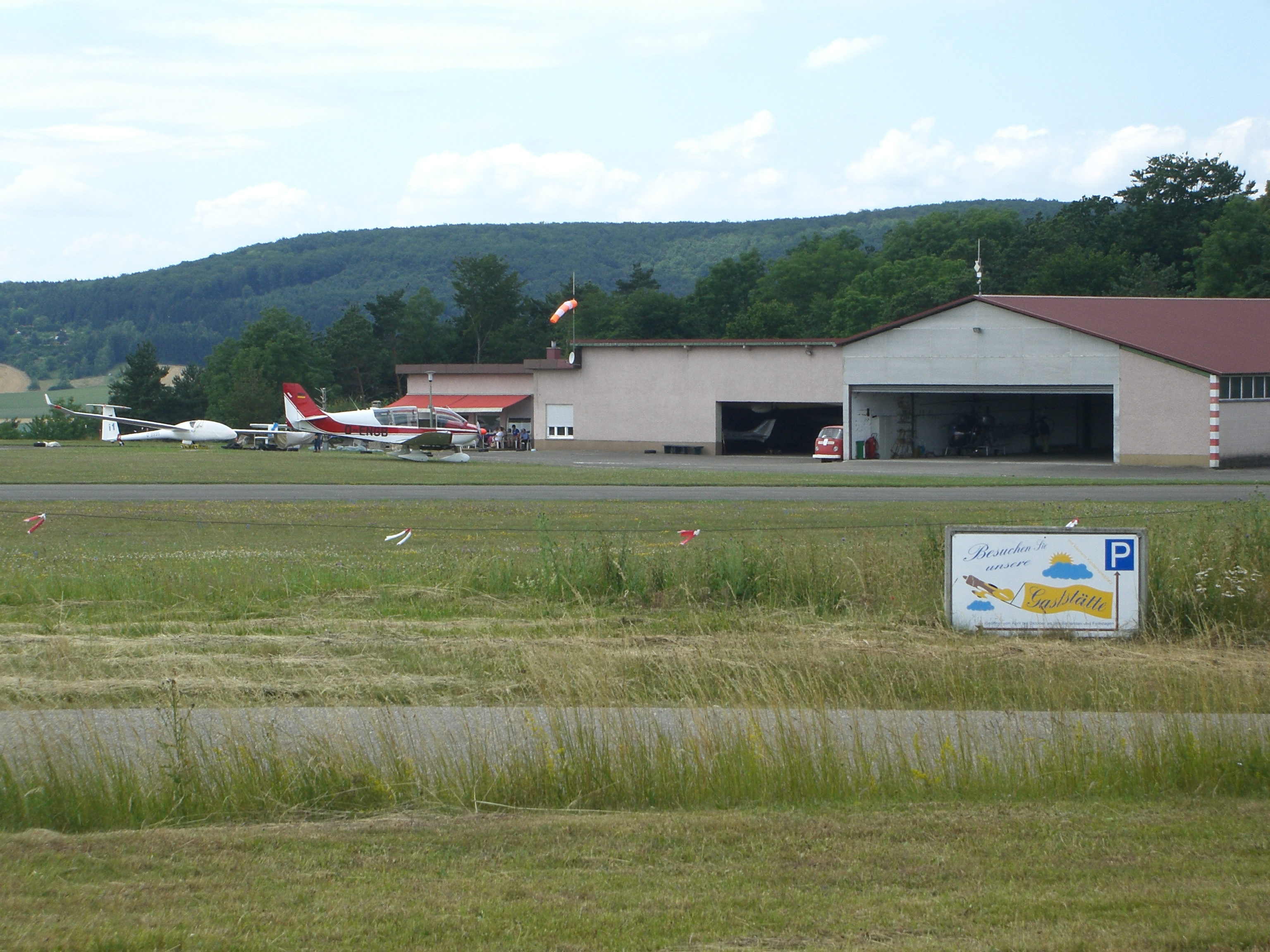
Flugplatz Giengen/Brenz

Der Flugplatz Giengen/Brenz (ICAO-Code: EDNG) ist ein Verkehrslandeplatz in der Nähe der Stadt Giengen an der Brenz. Er ist für Segelflugzeuge, Motorsegler, Ultraleichtflugzeuge und Motorflugzeuge mit einem Höchstabfluggewicht von bis zu zwei Tonnen zugelassen.